# Pujo (Franciaország)
Pujo település Franciaországban, Hautes-Pyrénées megyében. Lakosainak száma 670 fő (2022. január 1.). Pujo Vic-en-Bigorre, Andrest, Camalès, Marsac, Saint-Lézer, Siarrouy, Talazac és Villenave-près-Marsac községekkel határos.

## Népesség
A település népességének változása:
| Lakosok száma | 617  | 635  | 650  | 636  | 638  | 644  | 649  | 658  | 670  |
|               | 2013 | 2015 | 2016 | 2017 | 2018 | 2019 | 2020 | 2021 | 2022 |